# Renault Espace
Der Renault Espace (Aussprache: "Ess-Pass, Französisch für "Raum, geräumig") ist eine fünftürige Großraumlimousine, die von März 1984 bis Oktober 2002 bei Matra gefertigt wurde und seit November 2002 bei Renault produziert wird. Von den bis zu sieben Einzelsitzen im Innenraum des Espace waren bis zur Generation IV bis zu fünf einzeln herausnehmbar. Mit der Modellgeneration V wandelte sich der Espace zum Crossover mit optionalen Sitzen in der dritten Sitzreihe, die im Kofferraum versenkt werden können. Im Frühjahr 2023 präsentierte Renault eine neue Espace-Version, die die Transformation von der Großraumlimousine über den Crossover zum SUV vollenden soll.

## Baureihen im Überblick

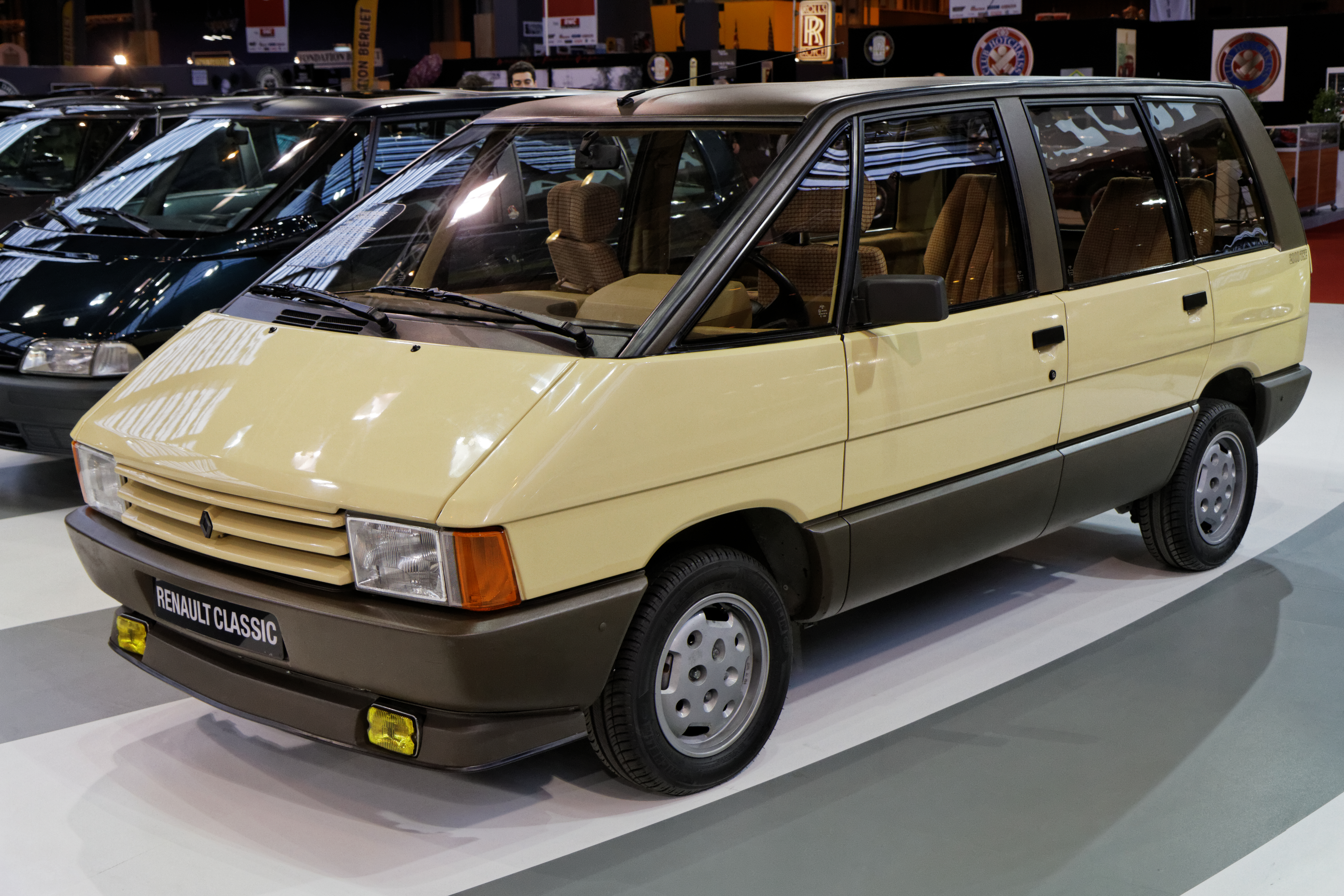
Renault Espace I 1984 bis 1990
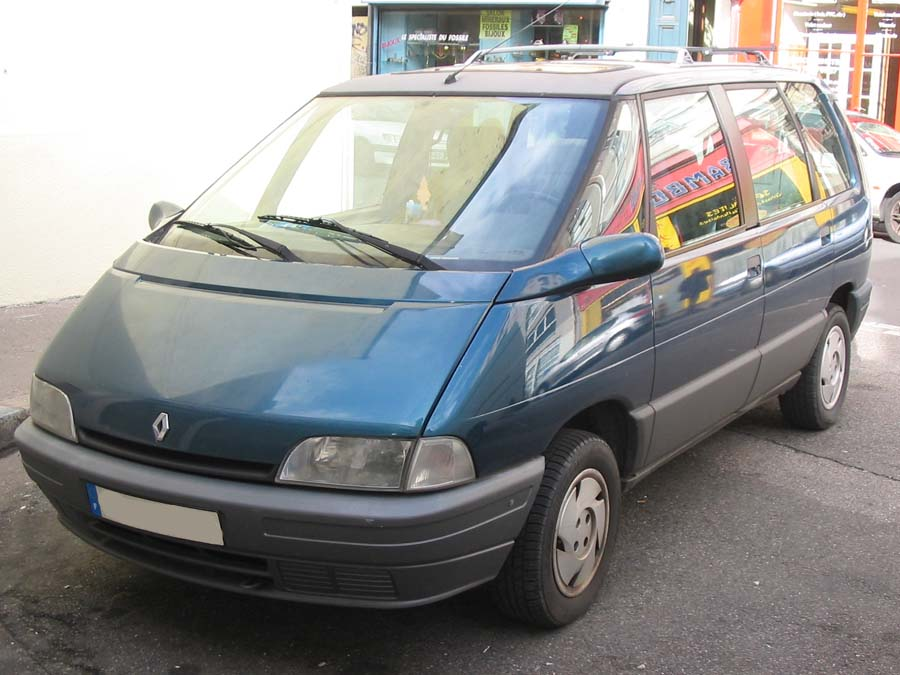
Renault Espace II 1991 bis 1996
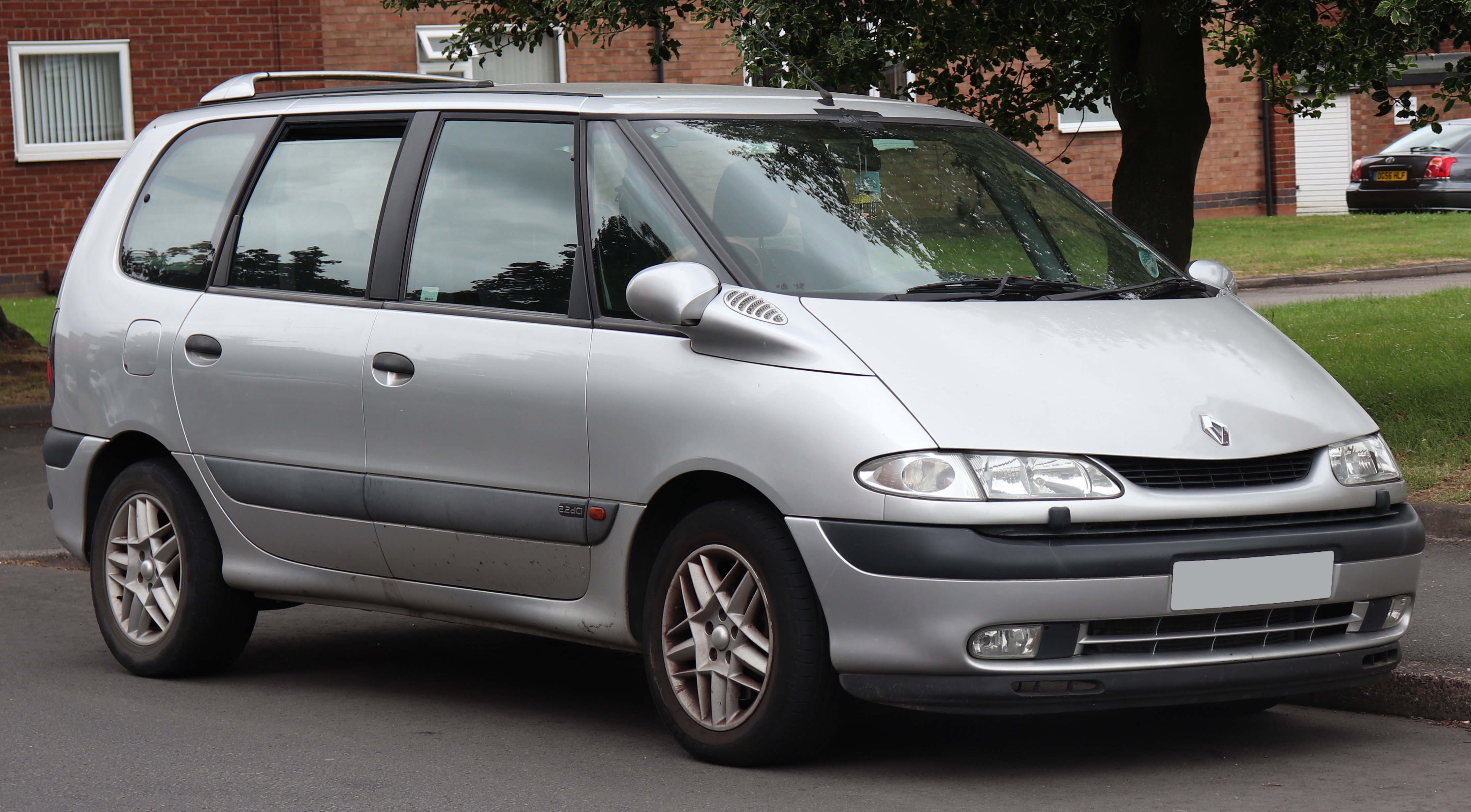
Renault Espace III 1996 bis 2002
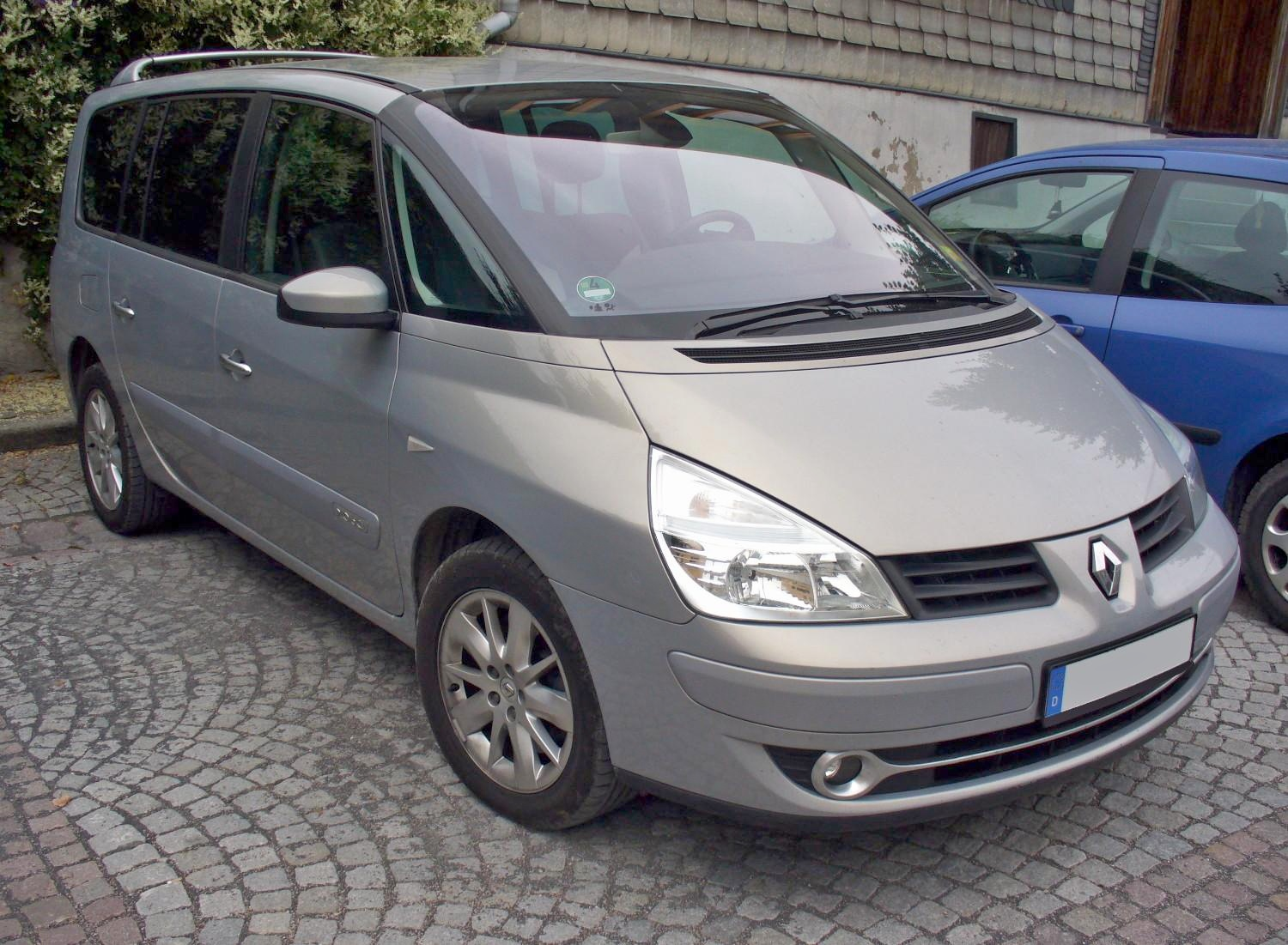
Renault Espace IV 2002 bis 2014
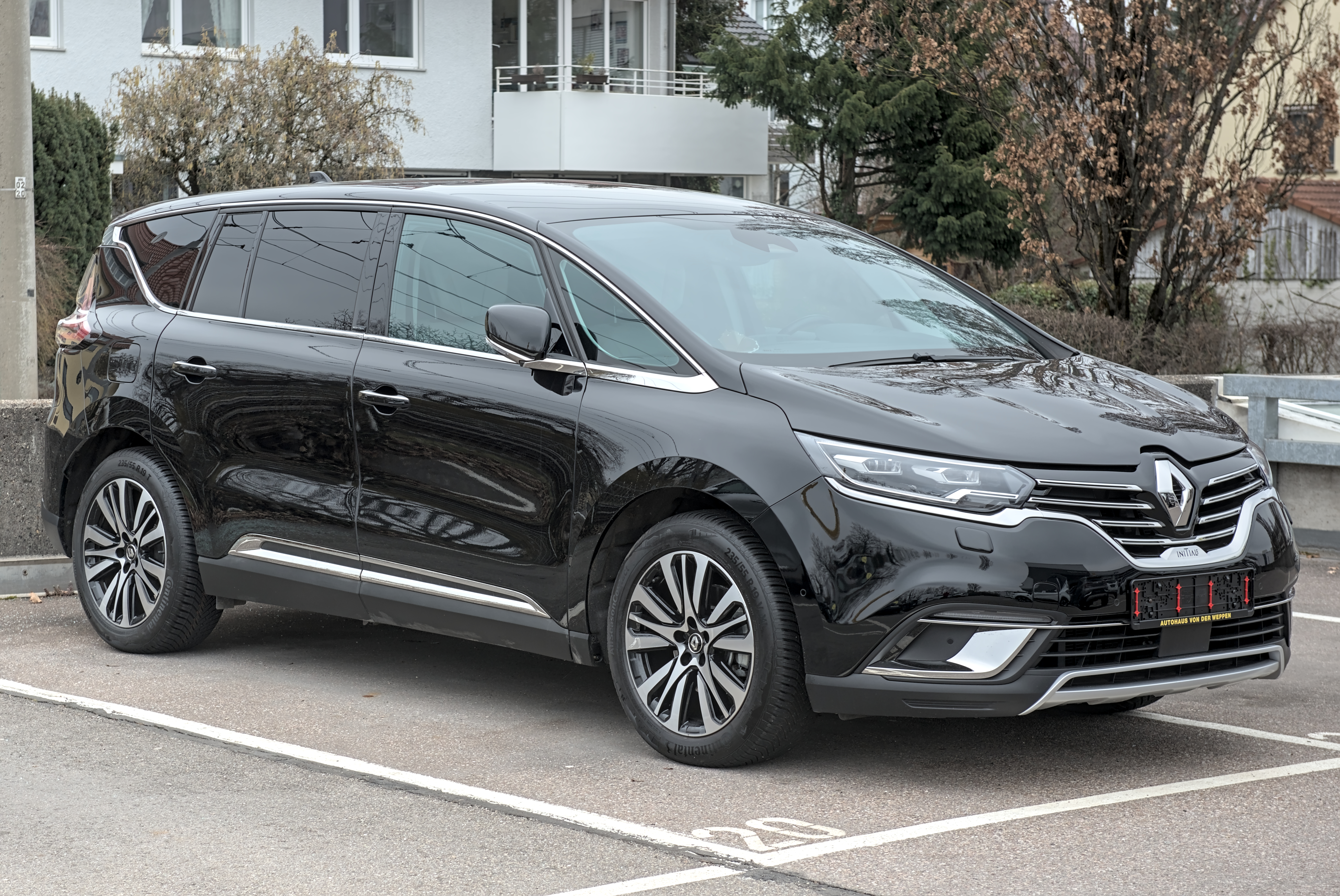
Renault Espace V 2015 bis 2023
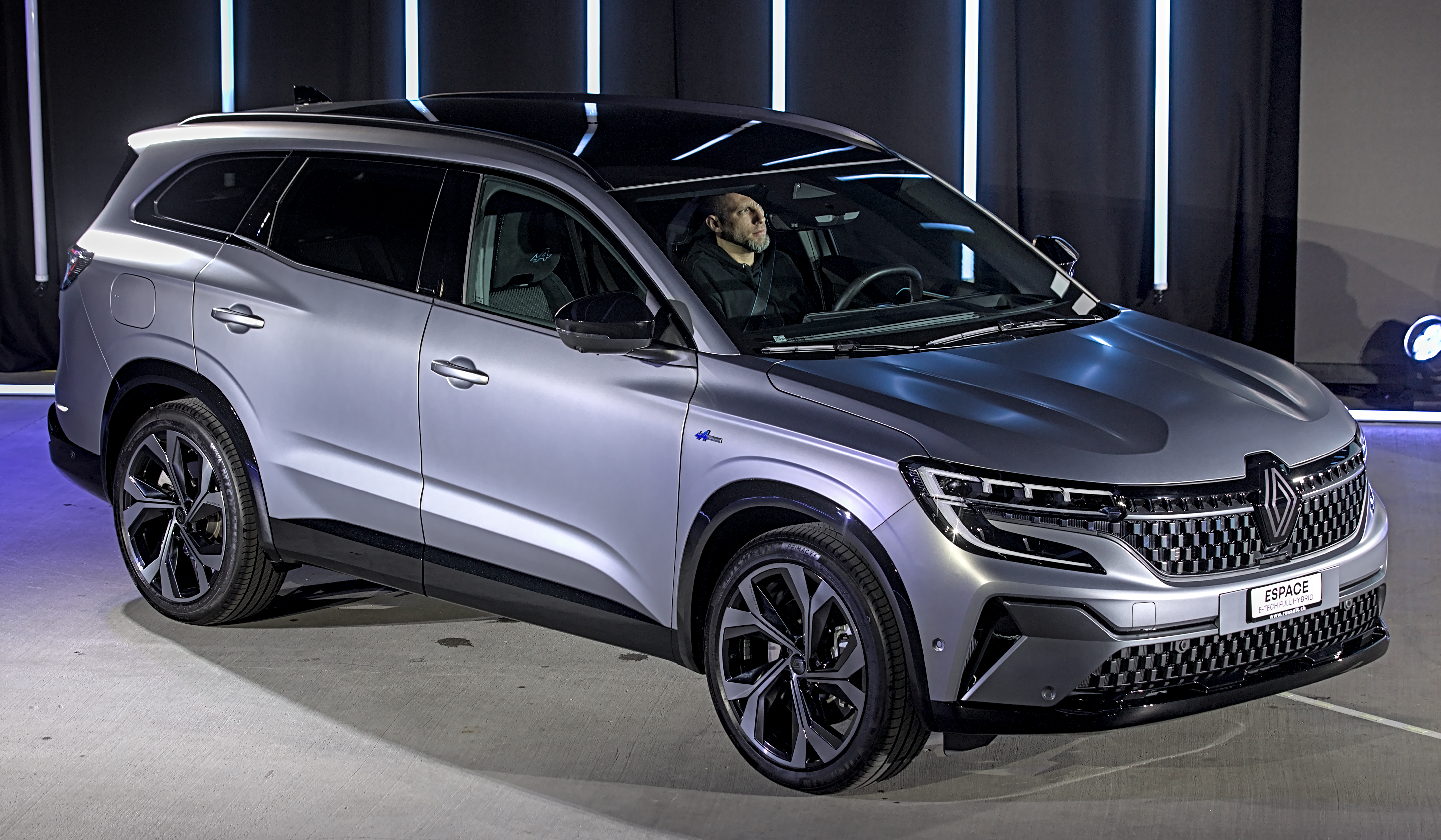
Renault Espace VI seit 2023

## Fertigungsorte
Bis zur dritten Generation wurden die Fahrzeuge im Matra-Werk in Romorantin-Lanthenay, Département Loir-et-Cher in der zentralfranzösisch gelegenen Sologne gefertigt, zeitweise ergänzt durch das Alpine-Werk in Dieppe.
Die vierte Generation von Herbst 2002 bis ins Jahr 2014 wurde bei Renault im nordwestfranzösischen Werk Sandouville gefertigt, in dem auch der Vel Satis und der Laguna II hergestellt wurden.
Mit der fünften Generation wurde die Fertigung in den Nordosten Frankreichs, nach Douai, verlagert. Dort wurden außerdem der Talisman sowie Scenic und Grand Scenic produziert.
Die sechste Generation wird im spanischen Palencia gefertigt.